# يوحنا ورتبات
يوحنا ورتبات (بالإنجليزية: John Wortabet)‏ (1242 - 1326 هـ / 1827 - 1908 م) هو عالم بالطب، أرمني مستعرب.
مولده ووفاته في بيروت.

## آثاره
من آثاره العربية:
- «التوضيح في أصول التشريح»[3]
- «الفيسيولوجيا»
- «كفاية العوام في حفظ الصحة وتدبير الأسقام»
- «التشريح»

كما راجعـ مع بورتر «قاموس إنكليزي عربي، وعربي إنكليزي» الذي وضعه وليم ورتبات، وأصدر منه طبعة ثانية منقحة ومزيدة.